# Sicurezza alimentare
La sicurezza alimentare è intesa nella sua accezione più ampia come la possibilità di garantire in modo costante e generalizzato acqua ed alimenti per soddisfare il fabbisogno energetico di cui l'organismo necessita per la sopravvivenza e la vita, in adeguate condizioni igieniche. La definizione comunemente accettata a livello internazionale è quella elaborata al World Food Summit nel 1996 secondo la quale essa descrive una situazione in cui: “tutte le persone, in ogni momento, hanno accesso fisico, sociale ed economico ad alimenti sufficienti, sicuri e nutrienti che garantiscano le loro necessità e preferenze alimentari per condurre una vita attiva e sana”.
Dal punto di vista prettamente sanitario la sicurezza alimentare è intesa anche come sicurezza igienico-sanitaria degli alimenti e dei mangimi (food safety) nell'ottica di filiera integrata ambientale. 
Dal punto di vista economico-sociale, laddove le condizioni di base della popolazione sono caratterizzate da forte rischio di denutrizione, per sicurezza alimentare si intendono primariamente le misure che assicurano la copertura delle esigenze delle popolazioni da un raccolto all'altro, con un sufficiente livello di scorte per le evenienze negative. Nei paesi in cui il pericolo di carestie generalizzate è basso, le problematiche di sicurezza alimentare sono prevalentemente di tipo qualitativo (igiene alimentare). Il concetto di sicurezza alimentare come possibilità di garantire cibo e acqua alle popolazioni è strettamente collegato con quello di sovranità alimentare.

## Igiene alimentare
La sicurezza alimentare contempla innanzitutto il rispetto di precise caratteristiche di salubrità dell'alimento sotto il profilo igienico e sanitario (food safety).
Spetta agli operatori del settore alimentare e dei mangimi garantire che nelle imprese da essi controllate gli alimenti o i mangimi soddisfino le disposizioni della legislazione alimentare inerenti alle loro attività in tutte le fasi della produzione, della trasformazione e della distribuzione e verificare che tali disposizioni siano soddisfatte. L'obiettivo è quello di ottenere prodotti alimentari il più possibile sicuri.
Gli strumenti utili a raggiungere tale obiettivo possono essere molteplici, la legislazione alimentare prevede che gli operatori predispongano ed attuino adeguate procedure operative dando la possibilità di avvalersi anche di appositi manuali redatti su base volontaria.
Tra le procedure obbligatorie vi sono quelle basate sul sistema HACCP. Tali procedure, opportunamente adattate si applicano anche alla produzione primaria (cioè agricola) e risulta più "flessibile" nell'applicazione alle piccole imprese.
Altre procedure e/o manuali sono adottati dalle imprese alimentari su base volontaria, tra le quali molte sono state riassunte e codificate nello standard ISO 22000 che norma, tra l'altro, anche la rintracciabilità nelle filiere agroalimentari.
I controlli ufficiali per verificare il rispetto della normativa in materia di sicurezza alimentare sono eseguiti dall'Autorità competente che ha anche il potere di adottare tutti i provvedimenti per tutelare la salute pubblica.

## Vertice mondiale sulla sicurezza alimentare
L'attenzione mondiale sul tema della sicurezza alimentare è stata ottenuta dal Vertice mondiale sulla sicurezza alimentare, con il drammatico avvertimento che il numero dei soggetti che soffrono la fame sta aumentando anziché decrescendo. È stata avanzata da più parti la richiesta che il mondo destini maggiori risorse al problema, insieme con l'esigenza di riformare la FAO. Anche gli avvenimenti collaterali come il convegno di Firenze presso l'auditorium del quotidiano La Nazione sono nel senso di una maggiore attenzione a tali problematiche.

### Il G8 dell'agricoltura
Nel Vertice del G8 in Giappone del 2008 è stata approvata una dichiarazione finale sulla Sicurezza Alimentare Mondiale. I Capi di Stato, prendendo atto del grave problema della crescita dei prezzi delle commodity, hanno chiesto ai Ministri dell'Agricoltura di sviluppare proposte per la sicurezza alimentare mondiale. L'obiettivo posto in Giappone è individuare la strategia per fronteggiare le spirali dei prezzi e limitare l'impatto di future emergenze alimentari mondiali. Le azioni che dovranno essere intraprese dai vari governi, in collaborazione con gli organismi delle Nazioni Unite, Banca Mondiale e FAO, dovrebbero riportare la produzione agricola fuori del campo della speculazione finanziaria.

## Salone Internazionale della Ricerca, Innovazione e Sicurezza Alimentare
Nato nel 2012 e promosso da Società Umanitaria, storico istituto filantropico fondato a Milano, il Salone Internazionale della Ricerca, Innovazione e Sicurezza Alimentare è il principale punto di riferimento per il tema della sicurezza alimentare, delle politiche alimentari e della produzione alimentare sostenibile in Italia.
Sono promotori del Salone Coldiretti, Confagricoltura, Confartigianato, Federchimica, Assica, Istituto Italiano dell'Imballaggio, Ordine dei Tecnologi Alimentari, Università degli Studi di Milano, CNR-IBBA, CIA, Parco Tecnologico Padano, Fondazione Agraria Felice Ferri.
La terza edizione del Salone Internazionale della Ricerca, Innovazione e Sicurezza Alimentare si è svolta sotto l'Alto Patronato del Presidente della Repubblica Italiana e il patrocinio della Presidenza del Consiglio dei Ministri, la quarta edizione è stata insignita della Medaglia del Presidente della Repubblica.

## Legislazione alimentare

### Normativa comunitaria
Pacchetto igiene:
- regolamento CE n. 178 del 28 gennaio 2002 che stabilisce i principi e i requisiti generali della legislazione alimentare, istituisce l'Autorità europea per la sicurezza alimentare e fissa procedure nel campo della sicurezza alimentare;
- regolamento CE n. 852 del 24 aprile 2004 sull'igiene dei prodotti alimentari;
- regolamento CE n. 853 del 24 aprile 2004 che stabilisce norme specifiche in materia di igiene per gli alimenti di origine animale;
- regolamento CE n. 854 del 29 aprile 2004 che stabilisce norme specifiche per l'organizzazione di controlli ufficiali sui prodotti di origine animale destinati al consumo umano;
- regolamento CE n. 882 del 29 aprile 2004 relativo ai controlli ufficiali intesi a verificare la conformità alla normativa in materia di mangimi e di alimenti e alle norme sulla salute e sul benessere degli animali.
- regolamento CE n. 183 del 12 gennaio 2005 che stabilisce requisiti per l'igiene dei mangimi